# Росс, Фрэнк Элмор
Фрэнк Э́лмор Росс (англ. Frank Elmore Ross; 2 апреля 1874, Сан-Франциско — 21 сентября 1960, Алтадина) — американский астроном и физик.

## Биография
Фрэнк Росс родился в 1874 году в Сан-Франциско. В 1901 году он получил докторскую степень в Калифорнийском университете. В 1915 году он работает в лаборатории Eastman Kodak. С 1929 по 1939 год астроном возглавляет Йеркскую обсерваторию. Умер Фрэнк Росс в 1960 году, в возрасте 86 лет.
Фрэнк Росс был членом Национальной Академии Наук и Американского Астрономического Общества. В честь него названы кратеры на Луне и Марсе.

## Научные работы
Фрэнк Росс открыл более 400 переменных звёзд и около 1000 звёзд с большим собственным движением. Все эти объекты имеют название «Росс» с порядковым номером (напр, Росс 128). Он также писал статьи, посвящённые изучению Марса и Венеры.